# Оттмарсайм
Оттмарса́йм (фр. Ottmarsheim) — коммуна на северо-востоке Франции в регионе Гранд-Эст (бывший Эльзас — Шампань — Арденны — Лотарингия), департамент Верхний Рейн, округ Мюлуз, кантон Риксайм. До марта 2015 года коммуна административно входила в состав упразднённого кантона Ильзак (округ Мюлуз).
Площадь коммуны — 25,67 км², население — 1897 человек (2006) с тенденцией к стабилизации: 1829 человек (2012), плотность населения — 71,3 чел/км².

## Население
Численность населения коммуны в 2011 году составляла 1862 человека, а в 2012 году — 1829 человек.
| 1962 | 1968 | 1975 | 1982 | 1990 | 1999 | 2006 | 2008 | 2011 | 2012 |
| ---- | ---- | ---- | ---- | ---- | ---- | ---- | ---- | ---- | ---- |
| 1495 | 1766 | 1833 | 2003 | 1897 | 1926 | 1897 | 1890 | 1862 | 1829 |

Динамика населения:

## Экономика
В 2010 году из 1349 человек трудоспособного возраста (от 15 до 64 лет) 1009 были экономически активными, 340 — неактивными (показатель активности 74,8 %, в 1999 году — 76,5 %). Из 1009 активных трудоспособных жителей работал 931 человек (529 мужчин и 402 женщины), 78 числились безработными (27 мужчин и 51 женщина). Среди 340 трудоспособных неактивных граждан 121 были учениками либо студентами, 79 — пенсионерами, а ещё 140 — были неактивны в силу других причин.
На протяжении 2011 года в коммуне числилось 788 облагаемых налогом домохозяйств, в которых проживало 1812,5 человек. При этом медиана доходов составила 22043 евро на одного налогоплательщика.

## Достопримечательности (фотогалерея)

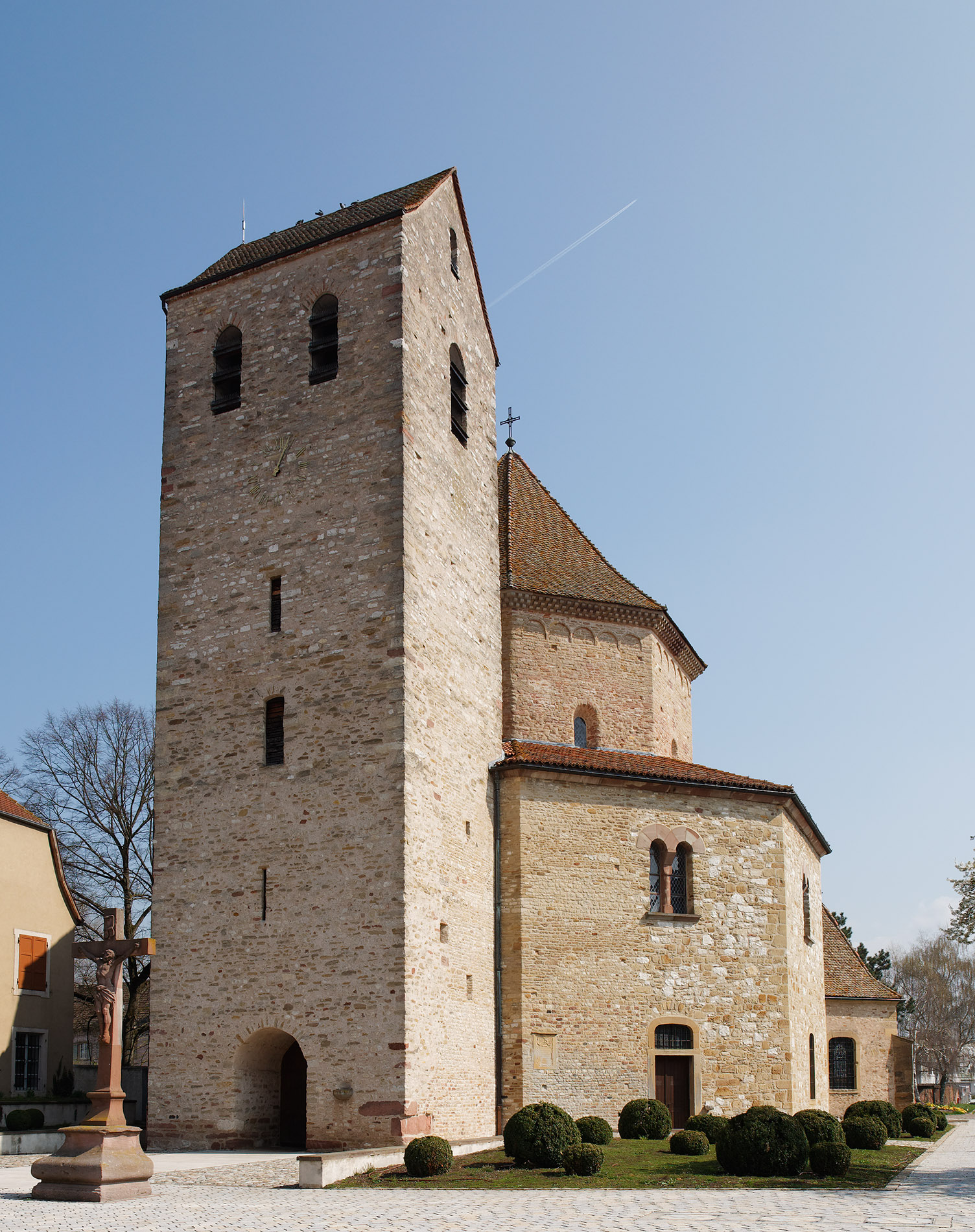
Колокольня
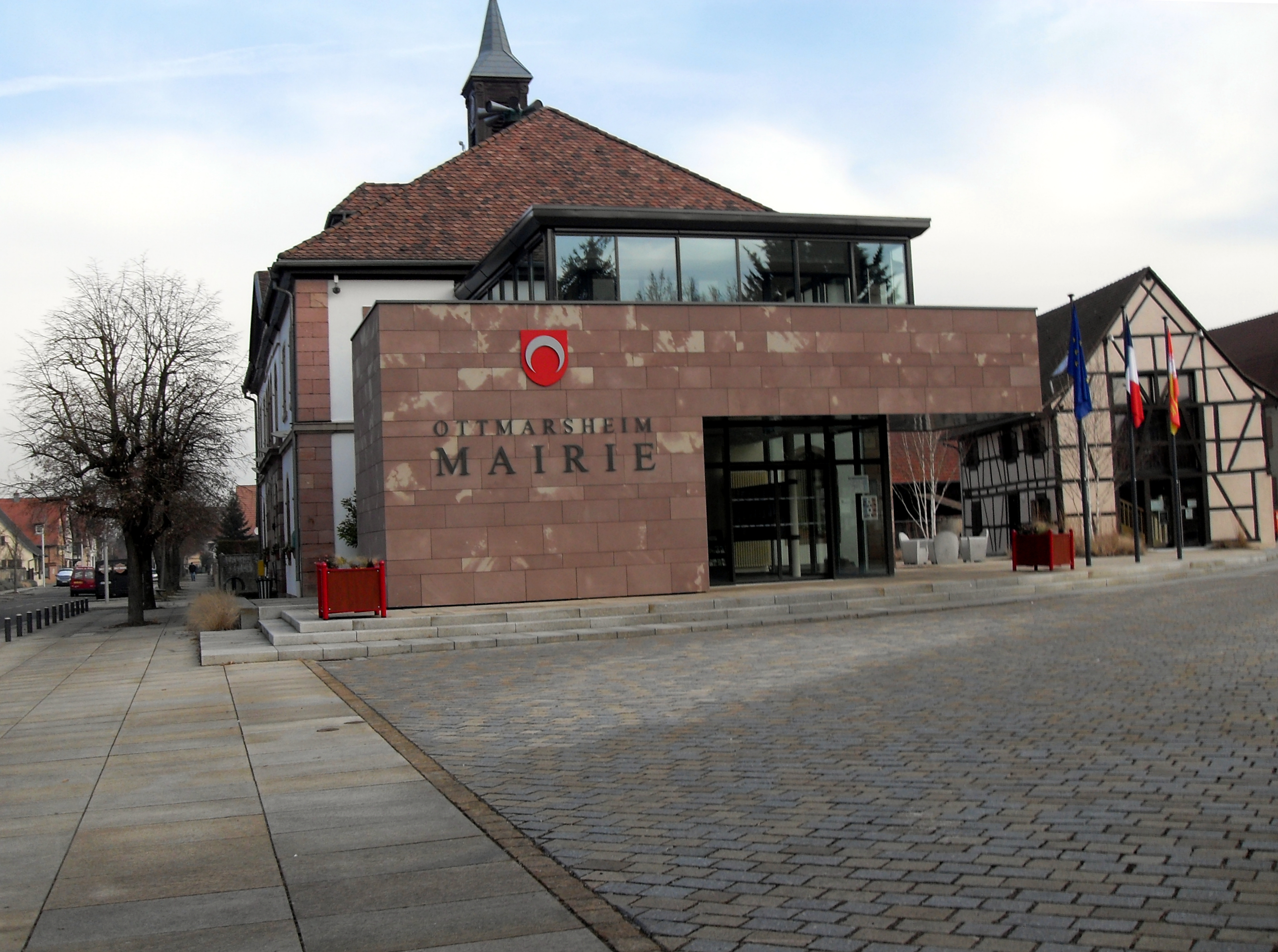
Здание мэрии